# Авеланш-де-Каміню
Авеланш-де-Каміню (порт. Avelãs de Caminho; МФА: [ɐ.vɨ.ˈɫɐ̃ʒ dɨ kɐ.ˈmi.ɲu]) — парафія в Португалії, у муніципалітеті Анадія. Розташована в західній частині країни, на теренах історичної португальської провінції Бейра. Входить до складу округу Авейру. За адміністративним поділом, чинним до 1976 року, терени парафії були складовою провінції Берегова Бейра. Належить до Авейрівської діоцезії Католицької церкви. Патрон — святий Антоній. Площа — 6,4487 км². Населення — 1252 ос. (2011). Середньо урбанізований регіон. Густота населення — 194,15 осіб/км²
. Код — 010304.

## Географія

Анадія (2013)
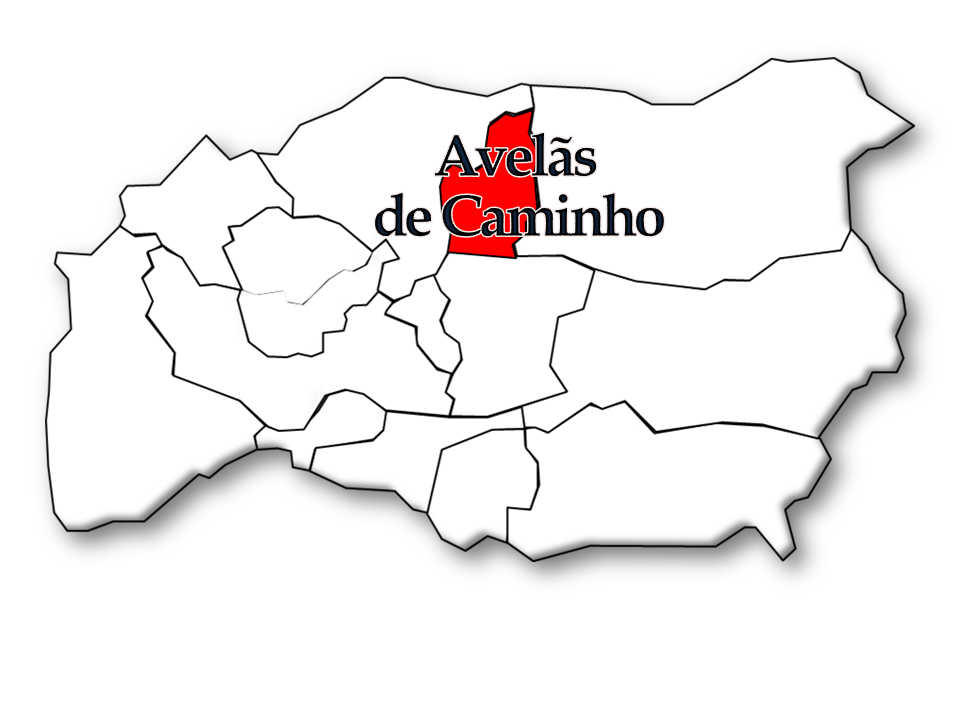
Авеланш-де-Каміню

## Населення
| Кількість мешканців | Кількість мешканців | Кількість мешканців | Кількість мешканців | Кількість мешканців | Кількість мешканців | Кількість мешканців | Кількість мешканців | Кількість мешканців | Кількість мешканців | Кількість мешканців | Кількість мешканців | Кількість мешканців | Кількість мешканців | Кількість мешканців |
| ------------------- | ------------------- | ------------------- | ------------------- | ------------------- | ------------------- | ------------------- | ------------------- | ------------------- | ------------------- | ------------------- | ------------------- | ------------------- | ------------------- | ------------------- |
| 1864                | 1878                | 1890                | 1900                | 1911                | 1920                | 1930                | 1940                | 1950                | 1960                | 1970                | 1981                | 1991                | 2001                | 2011                |
| 513                 | 554                 | 582                 | 610                 | 667                 | 706                 | 750                 | 805                 | 916                 | 988                 | 946                 | 1.132               | 1.135               | 1.236               | 1.252               |